# Ponte de Vadollano
A Ponte de Vadollano é uma ponte em arco de origem romana, situado no município de Linares, província de Jaén (Espanha), a 9 km desta localidade, e nas proximidades da estrada A-312, na direção do município de Arquillos, passando sobre o rio Guarrizas.

## Descrição
Trata-se de uma ponte de um único arco, de Abóbada de berço, com estribos apoiados em uma rocha e construído em Silharia.
Está integrada no sítio denominado El Piélago, declarado Monumento Natural pela Junta de Andaluzia e que se estende até o município de Vilches. Trata-se de uma paisagem de rochas graníticas, pelo qual passa o rio Guarrizas, em duas espetaculares cascatas, salvando desta forma a chamada Falha de Linares. É rodeado por um bosque de oliveiras, com presença de freixos, e possui uma interessante fauna avícola: Milhafre-preto, Alvéola, Garça Real, Pato-real, etc.

## História
Sua construção data do Século III a.C. e parece que pertenceu à calçada romana denominada Via Hercúlea, que unia a antiga Oretânia com o levante.